# La cabeza del dragón (Ricard Lamote de Grignon)
La cabeza del dragón és una òpera en tres actes i sis quadres amb música de Ricard Lamote de Grignon i llibret de Ramón María del Valle-Inclán, basat en la seva obra homònima, i que es va estrenar al Gran Teatre del Liceu de Barcelona el 17 de novembre de 1960 en tres úniques representacions.

## Origen i context
L'any 1947, Ricard Lamote de Grignon va posar música a l'obra de teatre de Valle-Inclán, però va haver d'esperar fins a l'any 1960 a poder estrenar-la.
En el llibre que es va editar amb motiu del centenari de Ricard Lamote de Grignon, fa referència a aquesta estrena, i en la seva pàgina 22 diu textualment: "Una altra aspiració de Ricard era estrenar la seva òpera La cabeza del dragón, enllestida des de la immediata postguerra i que esperava la seva oportunitat. Aquesta va arribar de la mà de l'empresari del Liceu, el senyor Joan Antoni Pàmias, que va programar l'obra dins la temporada operística de 1960-1961, just al començament del cicle, el 17 de novembre de 1960."; continua dient que cal destacar la participació en l'estrena d'aquesta òpera, de dos tenors catalans que després esdevingueren remarcables: el tenor Bernabé Martínez (que després es va fer dir Bernabé Martí, i acabaria essent l'espòs de Montserrat Caballé), i el debut del que seria prou conegut tenor català Joan Lloveras.
Cal destacar també un fet històric que va anar lligat amb l'estrena d'aquesta òpera: va ser la primera òpera que es va retransmetre per televisió en directe a tot Espanya, i tal com assenyala el llibre en la mateixa pàgina diu:" i al mateix Liceu, es van rebre telegrames de felicitació".

## Enregistraments disponibles
No es coneix l'existència de cap enregistrament sonor disponible d'aquesta òpera, ni tan sols en els arxius de l'hemeroteca de Radio Televisió Española, que és la que va retransmetre l'estrena de l'òpera per televisió. Tan sols es pot sentir un fragment de la música en un video enregistrat el desembre de 2011, on el baríton Miguel Rivas, la soprano Julia Cea i el pianista Borja Mariño van interpretar de la música de l'òpera de Ricard Lamote de Grignon, el duet del Rei Micomicón e Infantina, en el marc de les jornades d'homenatge a Valle Inclán celebrades en el Pazo de Mariñán 
Pel que sembla, aquest és l'únic enregistrament accessible on es pot escoltar part de la música d'aquesta òpera de Lamote de Grignon. La partitura de la música d'aquesta òpera es pot consultar a la Biblioteca Nacional de Catalunya, on disposen de tot el fons musical Lamote de Grignon.